# Guillema I de Castellvell
Guillema de Castellvell i de Vilademuls (? - 1228). Senyora de la Baronia de Castellví de Rosanes (1205-1228).

## Antecedents familiars
Guillema era filla de Guillem de Castellvell el Jove i Balasqueta de Vilademuls. Els seus avis paterns eren Guillem Ramon de Castellvell i Mafalda de Barcelona (filla del comte de Barcelona Ramon Berenguer III) mentre que el seu avi matern fou Ramon Arnau de Vilademuls. Germans seus foren Albert I de Castellvell, baró de Castellví de Rosanes, i Alamanda d'Entença, baronessa de Castellvell.
Amb només 8 anys quedà orfe i Guillema, juntament amb els seus germans, restà sota la tutela del seu oncle l'Arquebisbe de Tarragona Berenguer de Vilademuls.

## Núpcies i descendents
El 1193 es va casar amb Ramon de Montcada, conegut posteriorment com a Guillem Ramon de Montcada, net del Gran Senescal. El matrimoni va tenir un hereu:
- Guillem II de Montcada, vescomte de Bearn.

En segones núpcies es maridà amb Eimeric III, vescomte de Narbona.

## Conflicte amb l'Arquebisbe
L'any 1194 el marit de Guillema va matar el seu oncle l'arquebisbe. El càstig pel sacrilegi va separar el matrimoni. El marit va desaparèixer presumiblement fent de penitent a Terra Santa. El 1205 Guillema heretà la baronia de Castellvell per mort solter del seu germà Albert a la Quarta Croada. La seva germana Alamanda d'Entença, baronessa de Castellvell, heretà territoris de més recent conquesta, que constituïren la base de la baronia d'Entença.
Després de 12 anys sense patents notícies del seu marit, es considera vídua i es casa amb el vescomte Eimeric de Narbona. Però entre el 1205 i el 1208 apareix novament Guillem Ramon. Aquests anys sembla que Guillema vulgui posar en ordre les seves possessions donant i rebent territoris. Són interessants les transaccions amb Guilla de Banyeres de la que rebia pobles amb la condició de repoblar-los i fortificar-los. (Nulles i Viles Judaiques).

## Migracions càtars
Són anys de moviments migratoris. La gent occitana es belluga, alguns amb motiu de l'inici de l'empaitada de càtars que arriba. Es belluguen també gent del Bearn, on hi té el soli el seu cunyat Gastó. Hi ha notícies de gent occitana i de dualisme càtar al Montsant i al Priorat, entre altres territoris de la Catalunya Nova en mans de la seva germana Alamanda. Però respecte als territoris de Guillema, en aquest sentit i una mica estranyament, no se'n coneixen.
En aquells anys el problema càtar es convertí en prioritari pel papa Innocenci III. Es prepara la croada que s'esdevé una ensolsida de tota l'Occitània, i de rebot, de les pretensions catalanes a la zona. A la batalla de Muret, hi participaren els dos germans bessons de Montcada: Guillem Ramon, marit de Guillema, i Gastó, vescomte de Bearn. Segons la crònica dels fets del rei Jaume, sembla que un dels reforços que no varen arribar a temps a la batalla fou el de Guillem II de Montcada i de Bearn, precisament el fill de Guillema.

## Mort de Guillema
El 1215 mor Gastó, el cunyat, i heretà el vescomtat el marit, Guillem Ramon. El 1223 queda vídua d'aquest marit. El vescomtat de Bearn passa a mans de l'hereu Guillem. El 1228 mor Guillema i el seu fill Guillem mor a la Conquesta de Mallorca el 1229 en la conquesta; està enterrat a Santes Creus.